# French Open 2019 (turniej legend kobiet)
French Open 2019 – turniej legend kobiet – zawody deblowe legend kobiet, rozgrywane w ramach drugiego w sezonie wielkoszlemowego turnieju tenisowego, French Open. Zmagania miały miejsce w dniach 5–8 czerwca na ceglanych kortach Stade Roland Garros w 16. dzielnicy francuskiego Paryża.

## Drabinka

#### Klucz
- w/o – walkower
- k – krecz
- d – dyskwalifikacja
- Q – kwalifikant
- WC – dzika karta
- LL – szczęśliwy przegrany
- Alt – zawodnik zastępczy
- PR – ochrona rankingu
- SE – specjalna przepustka
- ITF – ranking ITF
- JE – ranking juniorski

### Faza finałowa
|  |       |                                   |   |   |  |
|  | Finał |                                   |   |   |  |
|  |       |                                   |   |   |  |
|  |       |                                   |   |   |  |
|  |       |                                   |   |   |  |
|  | A1    | Nathalie Dechy Amélie Mauresmo    | 6 | 6 |  |
|  | A1    | Nathalie Dechy Amélie Mauresmo    | 6 | 6 |  |
|  | B3    | Martina Navrátilová Dinara Safina | 3 | 4 |  |
|  | B3    | Martina Navrátilová Dinara Safina | 3 | 4 |  |
|  |       |                                   |   |   |  |

### Faza początkowa

#### Grupa A
|    |                                   | Nathalie Dechy Amélie Mauresmo | Conchita Martínez Sandrine Testud | Marion Bartoli Iva Majoli | Mecze W–P | Sety W–P | Gemy W–P | Miejsce |
| A1 | Nathalie Dechy Amélie Mauresmo    |                                | 6:2, 6:3 (6 czerwca)              | 6:2, 6:0 (7 czerwca)      | 2–0       | 4–0      | 24–7     | 1.      |
| A2 | Conchita Martínez Sandrine Testud | 2:6, 3:6 (6 czerwca)           |                                   | 6:2, 7:5 (6 czerwca)      | 1–1       | 2–2      | 18–19    | 2.      |
| A3 | Marion Bartoli Iva Majoli         | 2:6, 0:6 (7 czerwca)           | 2:6, 5:7 (6 czerwca)              |                           | 0–2       | 0–4      | 9–25     | 3.      |

#### Grupa B
|    |                                           | Daniela Hantuchová Nathalie Tauziat | Lindsay Davenport Arantxa Sánchez Vicario | Martina Navrátilová Dinara Safina | Mecze W–P | Sety W–P | Gemy W–P | Miejsce |
| B1 | Daniela Hantuchová Nathalie Tauziat       |                                     | 4:6, 2:6 (7 czerwca)                      | 3:6, 2:6 (5/6 czerwca)            | 0–2       | 0–4      | 11–24    | 3.      |
| B2 | Lindsay Davenport Arantxa Sánchez Vicario | 6:4, 6:2 (7 czerwca)                |                                           | 6:2, 6:7(5), 5–10 (6 czerwca)     | 1–1       | 3–2      | 24–16    | 2.      |
| B3 | Martina Navrátilová Dinara Safina         | 6:3, 6:2 (5/6 czerwca)              | 2:6, 7:6(5), 10–5 (6 czerwca)             |                                   | 2–0       | 4–1      | 22–17    | 1.      |